# Dowództwo Korpusu Ochrony Pogranicza

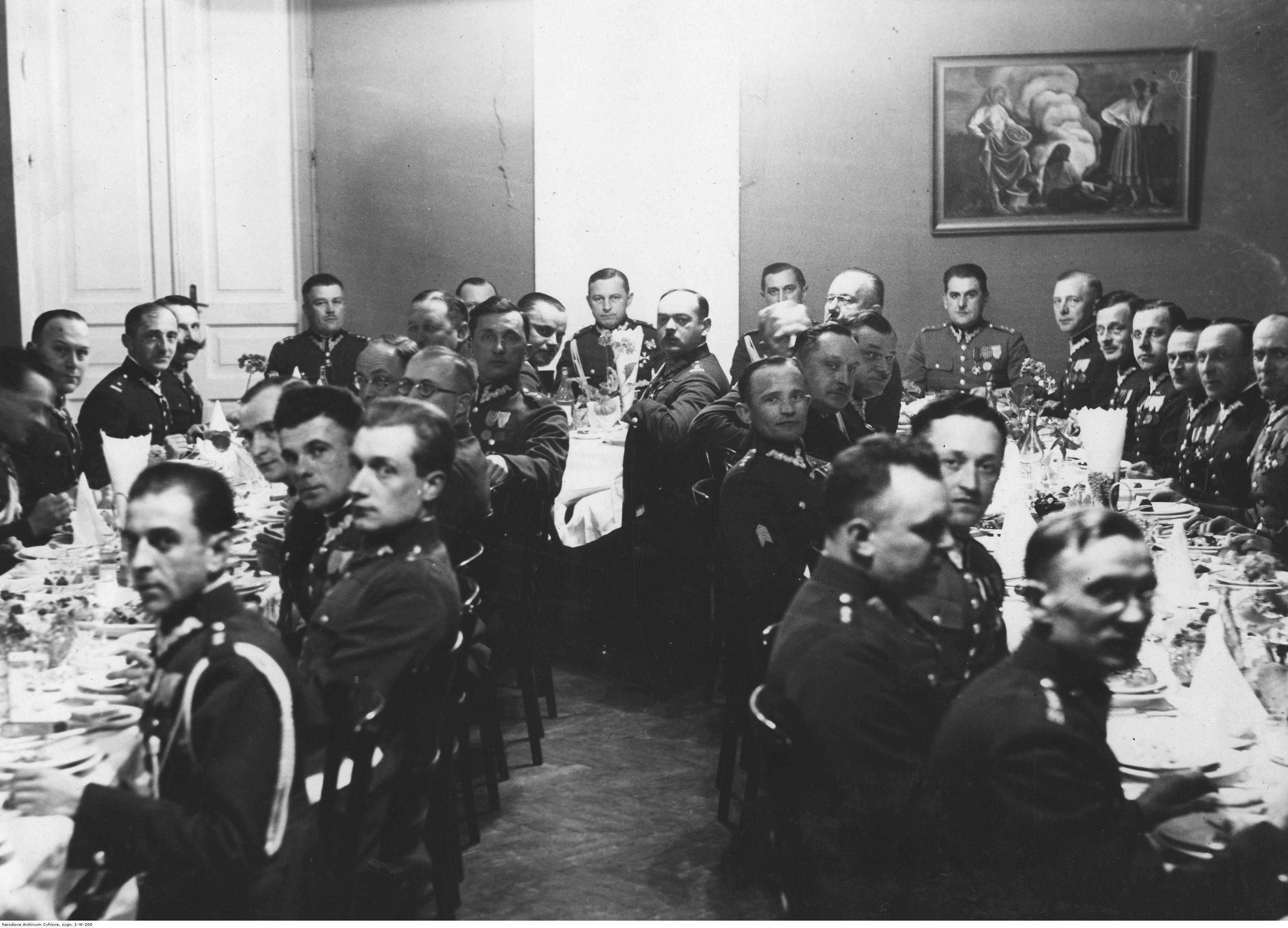
Pożegnanie szefa sztabu KOP ppłk. Witolda Kirszenszteina w kasynie

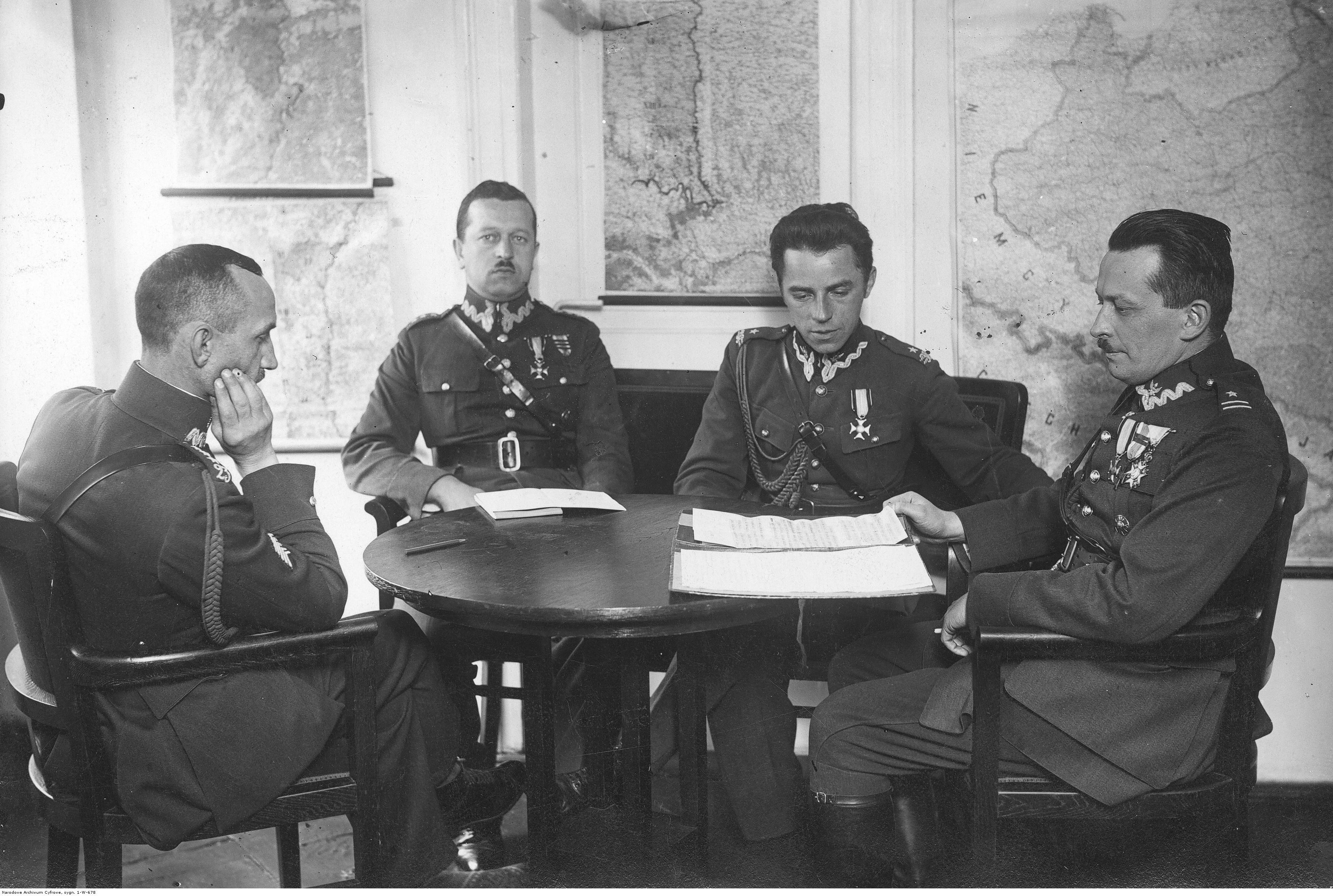
Major Artur Maruszewski i Tadeusz Munnich w czasie pracy w sztabie

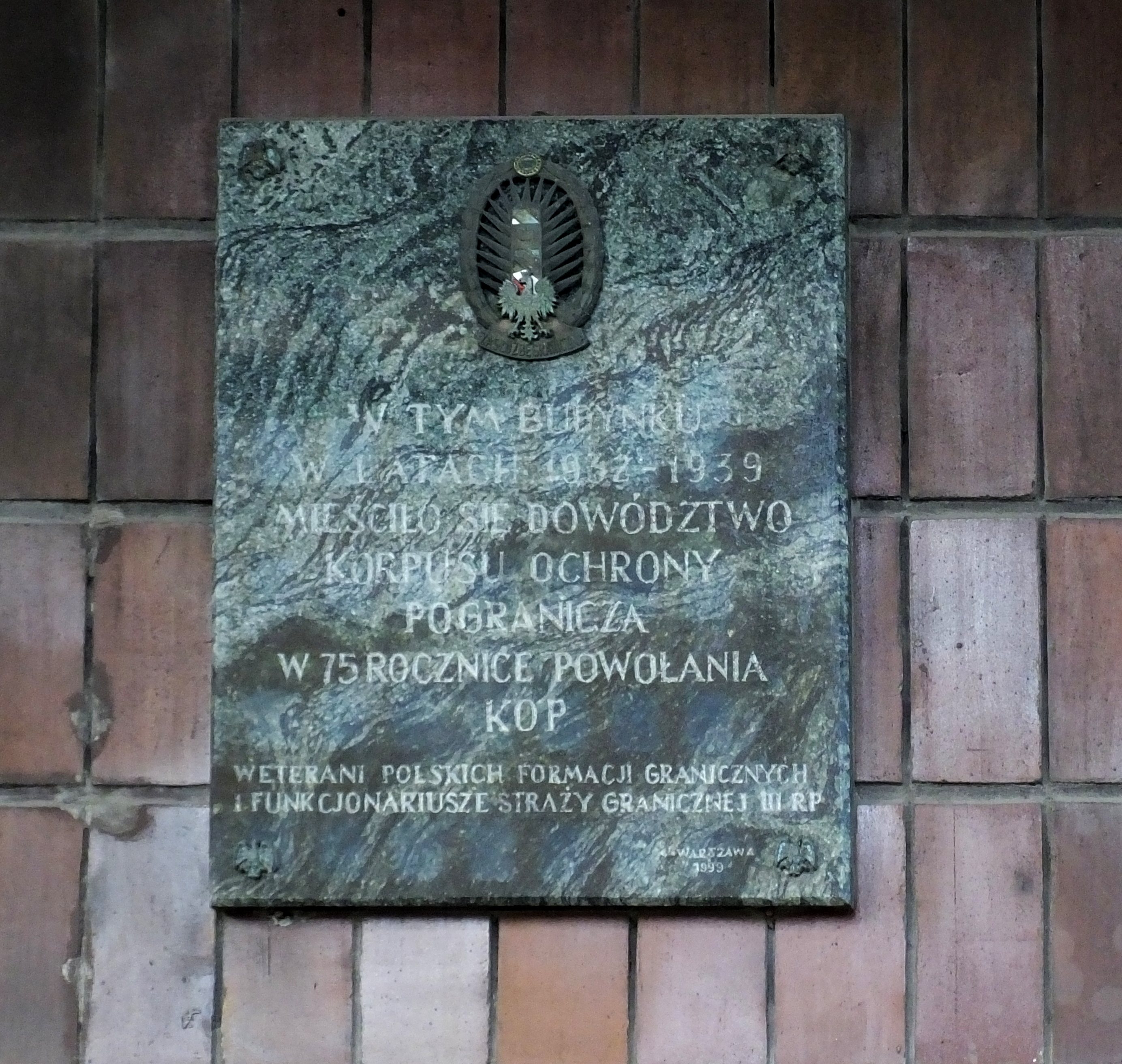
Tablica upamiętniająca na budynku przy ul. Chałubińskiego 3b

Dowództwo Korpusu Ochrony Pogranicza – jednostka organizacyjna Korpusu Ochrony Pogranicza. 

W 1924 roku dowództwo stacjonowało w Warszawie przy ulicy Nowy Świat 69, w 1934 roku przy ulicy Nowowiejskiej 39, a w 1938 roku przy ulicy Tytusa Chałbińskiego 3b.

## Struktura organizacyjna
Skład dowództwa KOP w 1924:
- dowódca KOP (generał broni)
- oficer ordynansowy (kapitan)
- zastępca dowódcy - inspektor formacji konnych (generał dywizji)

Sztab
szef sztabu (pułkownik szt. gen.)
szef oddziału (podpułkownik szt. gen.)
szef oddziału (major szt. gen.)
trzej oficerowie broni (major)
trzej oficerowie broni (kapitan)
Służby
- szef służby intendentury (pułkownik)

referent (major)
referent (kapitan)
dwaj oficerowie administracyjni
dwaj podoficerowie kancelaryjni
- referent służby uzbrojenia (major)
- referent służby łączności (major)
- referent służby inżynieryjno-saperskiej (major)
- referent służby zdrowia (podpułkownik)
- referent służby weterynaryjnej (kapitan)
- doradca prawny (major)

Kancelaria
- kierownik kancelarii

personel kancelaryjny ( 10 podoficerów)
Ogółem etat przewidywał 24 oficerów i 15 podoficerów.
Skład dowództwa KOP w 1939 :
- dowódca KOP
- I zastępca dowódcy KOP
- II zastępca dowódcy KOP
- szef sztabu
  - sztab
  - oddziały:
    - oddział ogólno-organizacyjny
    - oddział operacyjno-mobilizacyjny
    - oddział wyszkolenia
    - oddział wychowania żołnierza i propagandy
    - oddział personalny

  - kwatera główna dowództwa
  - szefostwo łączności
- szefowie służb z szefostwami służb
  - służba łączności
  - służba saperów
  - służba taborów i remontu
  - służba sanitarna
  - służba weterynarii
  - służba intendentury
  - służba uzbrojenia
  - służba budownictwa
- szef wywiadu z szefostwem wywiadu
- szef żandarmerii (dowódca dywizjonu żandarmerii KOP)
- kierownik Urzędu Wychowania Fizycznego i Przysposobienia Wojskowego z Urzędem WF i PW
- dziekan katolicki KOP
- doradca prawny

## Zakres obowiązków osób funkcyjnych dowództwa
Dowódca korpusu:

podlegał pod względem dyscyplinarnym, personalnym i służbowym Generalnemu Inspektorowi Sił Zbrojnych. Wykonywał jego rozkazy w sprawach operacyjnych, wywiadu i kontrwywiadu. Zadania w imieniu Generalnego Inspektora SZ mógł też stawiać szef Sztabu Głównego. Ministrowi Spraw Wojskowych dowódca KOP podlegał w sprawach pokojowej organizacji i uzupełnień, w sprawach wojskowej administracji i zaopatrzenia, personalnych oficerów, podoficerów i szeregowców oraz w sprawach wyszkolenia podstawowego kadry. W sprawach pokojowej służby granicznej, budżetowych i funkcjonariuszy cywilnych podlegał Ministrowi Spraw Wewnętrznych.
Inspektor formacji konnych
nadzór i opieka nad gotowością bojową podległych szwadronów
II zastępca dowódcy korpusu:

podlegał bezpośrednio dowódcy KOP. Do jego kompetencji należały sprawy mobilizacyjne, administracyjno-taktyczne, wyszkolenia, przysposobienia wojskowego i służby granicznej.
Szef sztabu korpusu:

podlegał bezpośrednio dowódcy KOP. Był odpowiedzialny za całokształt prac sztabu. W imieniu dowódcy kierował całokształtem prac dowództwa KOP, ustalał plany pracy szefów biur dowództwa i kontrolował ich wykonanie. Koordynował zakres i terminy kontroli jednostek KOP. Posiadał prawo nadrzędności w stosunku do szefów służb, wywiadu, żandarmerii, kierownika urzędu WF i PW, dziekana katolickiego oraz doradcy prawnego. Miał prawo wydawania rozkazów w imieniu dowódcy w zakresie przez dowódcę KOP ustalonym.
Szefowie służb korpusu:

podlegali bezpośrednio dowódcy KOP (z wyjątkiem szefa łączności). Odpowiadali za przygotowanie mobilizacyjne służby, opracowanie etatów materiałowych, nadzór techniczno-administracyjny nad gospodarką materiałową danej służby, administrowanie specjalistami, zaopatrzenie jednostek i fachowe wyszkolenie.
Szef wywiadu:

podlegał służbowo dowódcy KOP, a fachowo szefowi Oddziału II SG. Posiadał prawo kontroli służby granicznej, zabezpieczenia i zachowania tajemnicy wojskowej w KOP, prac mobilizacyjnych i systemu szyfrowego.
Szef żandarmerii:

podlegał bezpośrednio dowódcy KOP. Funkcję tę pełnił dowódca dywizjonu żandarmerii KOP, który pod względem fachowym podlegał równocześnie dowódcy żandarmerii Ministerstwa Spraw Wojskowych, od którego otrzymywał rozkazy i któremu składał meldunki.
Doradca prawny:

podlegał bezpośrednio dowódcy KOP, któremu przedstawiał sprawy karne nadesłane przez prokuratorów wojskowych. Przedstawiane wnioski konsultował z szefem sztabu. Informował szefa oddziału Ogólno Organizacyjnego o nagminnym występowaniu niektórych przestępstw. Udzielał opinii prawnych szefowi sztabu i szefom służb.
Komendant kwatery głównej:

podlegał bezpośrednio szefowi sztabu. Posiadał uprawnienia dowódcy oddziału gospodarczego. Prowadził dokumentację administracyjną podoficerów i szeregowców przydzielonych do biur dowództwa. Zarządzał budynkami zajmowanymi przez KOP w Warszawie.

## Obsada personalna Dowództwa KOP
Dowódcy korpusu
- gen. dyw. Henryk Minkiewicz (1924 – 8 V 1929)
- gen. bryg. Stanisław Tessaro (12 V 1929 – 14 X 1930)
- gen. bryg. Jan Kruszewski (14 X 1930 – 31 VIII 1939)
- gen. bryg. Wilhelm Orlik-Rückemann (31 VIII – 1 X 1939)

Zastępcy dowódcy korpusu
- gen. bryg. Józef Tokarzewski (X 1924 – V 1926)
- płk dypl. Zdzisław Przyjałkowski (VI 1931 – II 1934)
- płk dypl. Zygmunt Bohusz-Szyszko (II 1934 – VIII 1938)
- gen. bryg. Wilhelm Orlik-Rückemann (XII 1938 – 31 VIII 1939)
- płk piech. Ludwik Bittner (od 31 VIII 1939)

Pomocnik dowódcy korpusu
- płk piech. Ludwik Bittner (XI 1938 – 31 VIII 1939)

Inspektor piechoty
- płk piech. Stanisław Sobieszczak

Inspektorzy formacji konnych
- gen. bryg. Józef Tokarzewski (X 1924 – 15 V 1926, jednocześnie zastępca dowódcy KOP)
- płk kaw. Feliks Dziewicki (od 13 X 1926)

Szefowie sztabu
- ppłk SG Juliusz Ulrych (1924 – 15 V 1926)
- mjr SG Tadeusz Münnich (wz. 15 V – 15 XI 1926)
- mjr SG Artur Maruszewski (od 15 XI 1926)
- ppłk dypl. Witold Stefan Kirszenstein (1929 – III 1932)
- ppłk dypl. piech. Franciszek Węgrzyn (1937-1938)
- ppłk dypl. Tadeusz Puszczyński (3 VIII 1938 – † 24 II 1939)
- ppłk dypl. piech. Tadeusz August Ludwik Wallich[d] (do IX 1939 → szef sztabu 38 DP)
- mjr dypl. piech. Stanisław II Gawroński (IX 1939)

Szefowie Oddziału Operacyjno-Wyszkoleniowego /Operacyjno-Mobilizacyjnego
- mjr SG Wiktor Czarnocki (1924 – † 20 X 1925)
- mjr SG Tadeusz Münnich (od 1 II 1926)
- mjr dypl. piech. Stanisław II Gawroński (do IX 1939 → szef sztabu KOP))

Szef Oddziału Wyszkolenia
- ppłk dypl. piech. Kazimierz Pluta-Czachowski (1936 VIII 1939)

Szefowie Oddziału Ogólno Organizacyjnego
- kpt. / mjr dypl. Leon Bączkiewicz (15 X 1924 - 23 VIII 1929)

Szefowie budownictwa korpusu
- ppłk sap. inż. Stanisław Jan Paszkowski (od I 1931)

Szefowie Intendentury
- ppłk int. Ignacy Müller (od 1924)
- płk int. z WSW Henryk Stypułkowski (do † 20 I 1938)

Referenci i szefowie sanitarni korpusu
- ppłk lek. Stanisław Michałowski (14 X 1924 - 1930)
- płk lek. Kazimierz Jerzy Miszewski (1930-1932)
- ppłk / płk lek. dr med. Antoni Szwojnicki (1932-1934)
- płk lek. dr med. Władysław Markiewicz-Dowbor (1934-1938)
- płk lek. dr Bronisław Fortunat Seweryn Stroński (1938-1939)

Referenci i szefowie służby weterynaryjnej
- mjr lek. wet. Tytus Badowski (od 23 II 1925[15])

Referenci i szefowie służby łączności
- mjr łącz. Zygmunt Grudziński (od 3 X 1924)
- mjr łącz. Edward Gorczyński (od XII 1932[16])

Referenci i szefowie służby inżynieryjno-saperskiej
- ppłk sap. inż. Zbigniew Klawe (od 4 X 1924)

Szefowie służby uzbrojenia
- mjr / ppłk uzbr. Marian Niedźwiecki (1927 – IX 1939)

Szefowie służby taborowej
- mjr tab. Edmund Mierzejewski (26 V 1925[17] – 1 IV 1929[18])
- mjr tab. Zygmunt Bogusz (1 IV 1929[19] – 31 X 1932 → stan spoczynku[20])
- mjr tab. Karol Czulak (od XII 1932[16])
- mjr tab. Kazimierz III Łukasiewicz (1939)

Doradcy prawni
- mjr KS Mieczysław Godlewski (1924)

Referent oświatowy
- kpt. nauk.-ośw. Stanisław Falkiewicz (VIII 1925[21] – V 1927)

### Obsada personalna w marcu 1939 roku
Ostatnia „pokojowa” obsada personalna dowództwa KOP:
- dowódca KOP – gen. bryg. Jan Kazimierz Kruszewski
- I zastępca dowódcy – gen. bryg. Wilhelm Orlik-Rückemann
- II zastępca dowódcy – płk piech. Ludwik Bittner
- oficer ordynansowy – kpt. adm. (art.) Stefan  Gajewski

Sztab
- szef sztabu – ppłk dypl. piech. Tadeusz Augustyn Ludwik Wallich
- szef Oddziału Operacyjno−Mobilizacyjnego – mjr dypl. piech. Stanisław II Gawroński
- zastępca szefa i kierownik referatu organizacyjnego – mjr piech. Stanisław Zygmunt Więcek
- kierownik referatu operacyjnego – mjr dypl. art. Józef Szerwiński
- kierownik referatu mobilizacyjnego – mjr art. Jan I  Kraszewski
- kierownik referatu ogólno−administracyjnego – kpt. adm. (piech.) Lucjan Rafael Łukawski
- referent – kpt. piech. Jurczyński Emilian Leopold
- kierownik referatu stanów i uzupełnień –  kpt. adm. (piech.) Włodzimierz Stetkiewicz
- kierownik referatu statystyki i studiów –  kpt. adm. (piech.) Edward II Lewandowski
- kierownik referatu wyszkolenia – kpt. piech. Wojciech Szczepański
- kierownik kancelarii mobilizacyjnej – kpt. tab. Józef Ślósarczyk
- szef Oddziału Wyszkolenia – ppłk dypl. piech. Kazimierz Pluta-Czachowski
- kierownik referatu wyszkolenia piechoty – mjr piech. Józef Marcinkiewicz
- kierownik referatu – mjr piech. Witold Świda
- szef Oddziału Wychowania Żołnierza i Propagandy – mjr adm. (piech.) Franciszek Jamka-Koperski
- kierownik referatu propagandy – kpt. int. Ludwik Bronisław Pągowski
- kierownik referatu wychowania – kpt. adm. (piech.) Edward II Lewandowski
- szef Oddziału Personalnego – kpt adm. (art.) Jerzy Bolesław Nowacki
- zastępca szefa Oddziału i kierownik referatu oficerskiego – kpt. adm. (piech.) Bolesław Roman Dętych
- kierownik referatu podoficerskiego – kpt. adm. (piech.) Bronisław IV Kwiatkowski
- kierownik referatu dyscyplinarno−honorowego – kpt. piech. Marian Mirosław Głowiński
- komendant kwatery głównej – mjr adm. (piech.) Leon  Bezdziak
- kierownik kancelarii głównej – kpt. adm. (piech.) Józef Adam  Kriegseisen
- oficer gospodarczy kwatery głównej – por. int. Czesław Zaleski
- oficer materiałowy – kpt adm. (piech.) Jan Aleksander Jeszka

Urząd WF i PW KOP
- szef – ppłk adm. (piech.) Józef Ferencowicz
- kierownik referatu ogólnego – mjr adm. (piech.) Bolesław Studziński
- kierownik referatu zaopatrzenia – kpt. int. Zygmunt Romuald Dobrowolski
- kierownik referatu wyszkolenia – kpt. adm. (piech.) Kazimierz III Sokołowski

Szefostwo Saperów KOP
- szef saperów – ppłk  Aleksander Filipowski
- referent – kpt. Kazimierz Hulla

Szefostwo Łączności
- szef łączności − ppłk Edward Gorczyński
- kierownik referatu ogólnego − mjr Stanisław Marian Jaśkierski
- kierownik referatu zaopatrzenia − kpt. Marian Zimmer
- dowódca plutonu radiotelegraficznego	− por. Tadeusz Józef Kiesewetter

Szefostwo Taborów KOP
- szef taborów − mjr tab. Kazimierz III Łukasiewicz
- kierownik referatu materiałowo−budżetowego − kpt. Stanisław Antoni Feluś

Szefostwo Uzbrojenia KOP
- szef – ppłk Niedźwiecki Marian
- zastępca szefa i kierownik referatu zaopatrzenia i budynków – mjr Mieczysław Czesław Markiewicz
- inspektor broni – kpt. Kazimierz II  Zaleski
- inspektor broni – kpt. Antoni Hudzicki
- inspektor amunicji – kpt. Adam Cezary Mostek

Szefostwo Sanitarne KOP
- szef − płk lek. dr Bronisław Stroński
- kierownik referatu rewizyjno−lekarskiego − mjr lek. dr Kazimierz Maresz

Szefostwo Weterynarii KOP
- szef − ppłk lek. wet. Tytus Daniel Badowski
- kierownik referatu − vacat

Szefostwo Budownictwa KOP
- szef − mjr adm. (sap.) Marian Czeżowski

Szefostwo Intendentury KOP
- szef − ppłk Wiktor Misky
- zastępca szefa − mjr August Gustaw Tysowski
- szef Wydziału Materiałowego − mjr Eugeniusz Łabuziński
- kierownik referatu mundurowego − kpt. Franciszek Lurski
- kierownik referatu żywnościowego − kpt. Tadeusz Stanisław  Rogoziński
- kierownik referatu kwaterunkowego − kpt. Mikołaj Józef Boczkowski
- szef Wydziału Budżetowo−Rachunkowego − mjr Władysław Wojciech Porwit
- kierownik referatu cenzury − mjr Józef Boruch
- kierownik referatu rachunkowego − kpt. Rudolf Marian  Kondziołka
- referent − kpt. Aleksander Kazimierz  Siwkowski
- kierownik referatu budżetowego − kpt. int. Witold Piasecki
- referent − kpt. Lotar Tadeusz Huml
- kierownik Samodzielnego Referatu Ogólnego − kpt. Edward Wacław Kocot
- referent − kpt. Franciszek Matuszak
- referent − kpt. Ryszard Wojdelski
- kierownik Samodzielnego Referatu Zasobów Materiałowych − kpt. Franciszek Ludwik Leitl

Inspektorzy grup kawalerii KOP
- inspektor Grupy Północnej Kawalerii -ppłk kaw. Feliks Kopeć
- inspektor Grupy Środkowej - ppłk kaw. Józef Grad-Soniński
- inspektor Grupy Południowej - ppłk kaw. Zygmunt Marszewski

Lekarze rejonów weterynarii
- lekarz Rejonu Północnego - kpt. Aleksander Zbigniew Hollitscher
- lekarz Rejonu Środkowego - mjr Jan Gliński
- lekarz Rejonu Południowego - mjr Władysław III Zalewski

oficerowie rejonów intendentury
- kierownik I Rejonu Intendentury KOP − -mjr mgr Stanisław Kiszyński
- pomocnik kierownika − kpt. Michał Pękala
- kierownik II Rejonu Intendentury KOP − mjr Stanisław VIII Sokołowski
- pomocnik kierownika − kpt. Bazyli Podolski
- kierownik III Rejonu Intendentury KOP − kpt. Józef Tarnawski
- pomocnik kierownika − vacat
- kierownik IV Rejonu Intendentury KOP − kpt. Jan Włodzimierz Danhoffer
- pomocnik kierownika − kpt. Chorzępa Wojciech
- kierownik V Rejonu Intendentury KOP − kpt. Jakub Klimas
- pomocnik kierownika − vacat